# August Reitz
August Reitz (geboren am 7. April 1885 in Cannstatt; gestorben am 21. Februar 1969 in Berlin) war ein deutscher Gewerkschafter.

## Leben
August Reitz war der Sohn eines Essig- und Spirituosenfabrikanten und einer Näherin. Er besuchte die Volksschule und von 1900 bis 1904 absolvierte er eine Lehre als Maschinenschlosser bei der Firma Werner & Pfleiderer - Knet- und Mischmaschinenfabrik. In seinem erlernten Beruf arbeitete er bei Daimler AG in Untertürkheim (1905/1906). Von 1907 bis 1914 war er als Kraftfahrer privat angestellt. Seit dem 1. Februar 1909 war er Mitglied im „Deutschen Kraftwagenführerbund“. Am 1. April 1910 wurde er Mitglied der SPD. 1910 und 1914 wurde er zum Kassierer seiner Berufsorganisation gewählt. Bereits 1911 trat er für die Umwandlung seiner Berufsorganisation in eine Gewerkschaft ein. Dem Berufsverband wurde die organisatorische Basis durch die Rekrutierung aller Mitglieder für den Ersten Weltkrieg entzogen. Auch Reitz wurde Soldat. Von 1914 bis 1917 war er Kraftfahrer beim Militär und diente als Unteroffizier in Frankreich und der Türkei. 1917 arbeitete er wieder bei den Daimlerschen Motorenwerken, legte 1919 seine Meisterprüfung ab. Im September 1918 wurde er Mitglied des Arbeiterausschusses in Stuttgart-Untertürkheim, der am 4. November 1918 erfolgreich einen Massenstreik ausrief. Reitz war aktiver Teilnehmer beim Staatsumsturz 1918 in der württembergischen Hauptstadt. Der Vorsitzende des Arbeiterrates war Fritz Rück.
Von 1919 bis 1920 war August Reitz 2. Betriebsratsvorsitzender. Nach Kriegsende reorganisierten sich die Chauffeurvereine im „Deutschen Kraftwagenführer-Verband“. Von 1918 bis 1920 übte Reitz die Funktion eines ehrenamtlichen Bezirksleiters seiner Berufsorganisation für Württemberg und Baden aus. Sein Versuch, die Anerkennung seiner Organisation als selbständige Gewerkschaft durch die Generalkommission der Gewerkschaften Deutschlands zu erreichen, scheiterte am Veto des Deutschen Metallarbeiter-Verbandes (DMV). Seine Verhandlungen mit dem DMV blieben ebenfalls ohne Erfolg, da die freigewerkschaftlichen Metallarbeiter die Kraftfahrer als Transportarbeiter einstuften. Zum 1. Oktober 1919 wurde seine Berufsorganisation eine eigenständige Reichssektion des Deutschen Transportarbeiter-Verbandes (DTV). Auf der 4. Konferenz der Kraftwagenführer Deutschlands des DTV vom 17. bis 19. Januar 1920 in Berlin erhielt Reitz alle Stimmen bei der Wahl zum Reichsabteilungsleiter. Auf den nächsten Konferenzen bis 1933 wurde er im Amt bestätigt. Im Dezember 1925 wurde er zum Beisitzer des Verwaltungsausschusses der Freiwilligen Rechtsschutz- und Haftpflichtversicherung des Verbandes (Fakulta) gewählt. Seit November 1921 war er Mitglied im Vorläufigen Reichswirtschaftsrat als Vertreter des „Personen- und Lastfuhrgewerbes einschließlich Luft- und Kraftfahrwesen“. In dieser Eigenschaft war er Delegierter beim Völkerbund in Genf im Jahre 1930. Gleichzeitig war er Mitglied im Reichsbeirat für das Kraftfahrwesen im Reichsverkehrsministerium.
Im Oktober 1929 wurde er auf dem Gründungskongress des Gesamtverbandes der Arbeitnehmer der öffentlichen Betriebe und des Personen- und Warenverkehrs vom 7. bis 10. Oktober 1929 zum Reichsabteilungsleiter (Handels-, Transport-, Kraft-, Luftverkehrs- und diverser Betriebe) in den Vorstand gewählt. Er war auch Reichsfachgruppenleiter des „Reichsverbandes der Berufskraftfahrer und Luftfahrtpersonals“. Er wurde im Dezember 1930 auf dem Verbandstag der Luftsportvereinigung „Sturmvogel – Flugverband der Werktätigen“ in den Vorstand gewählt. Im Oktober 1932 wurde er zum 2. Vorsitzenden gewählt. Reitz war Teilnehmer auf dem Kongress der Internationalen Transportarbeiter-Föderation (ITF) 1924 in Hamburg. Er sprach dort über die „Nationale und internationale Gesetzgebung für den Kraftverkehr“. Auch war er Delegierter auf dem Kongress der ITF 1926 in Paris, 1930 in London und 1932 in Prag. Im Juni 1927 als Mitglied des Kraftfahrer-Beirats der ITF, zur Unterstützung des Sekretariats, des Exekutiv-Komitees und des Generalrats gewählt. Während des Krisenjahres 1932 bemühte er sich um die geplanten Zusammenlegungen der Reichsabteilungen, die dem Gesamtverband trotz krisenhafter Finanzentwicklung Handlungsspielräume eröffnen sollte. Die Tagung des Verbandsbeirates im November 1932 erforderte personelle Entscheidungen. Die Verbandskassierer Richard Nürnberg und Adam Ruppert hatten eigenmächtig einen Teil des Verbandsvermögens angelegt und mussten ihr Amt aufgeben. August Reitz wurde zum neuen Kassierer bestellt, der kaum Zeit hatte das Beitragswesen neu zu gestalten, weil schon kurz danach die nationalsozialistische Machtergreifung erfolgte.
In der nächsten Zeit versuchte er mit der Mehrheit des Vorstandes die Existenzmöglichkeit seiner Gewerkschaft zu erkunden. Im Mai 1933 wurde er verhaftet. Danach musste er Vernehmungen, Hausdurchsuchungen und Überwachungen durch die Gestapo erleiden. Eine Zeitlang war er arbeitslos. Reitz erwarb Berliner Bezirk Prenzlauer Berg ein Zigarrengeschäft, das er bis 1937 halten konnte. Seit 1934 bis Kriegsende Mitglied der Deutschen Arbeitsfront, ohne eine Funktion dort gehabt zu haben. Ab 1937 war er bei Daimler-Benz in Berlin-Marienfelde beschäftigt. In Zusammenhang mit der Gruppe „Orlopp“ und betrieb „Betriebspropaganda“.
Mit Kriegsende wurde er wieder Mitglied der SPD in Groß-Berlin. Er befürwortete innerhalb der Berliner Sozialdemokratie den Zusammenschluss mit den Kommunisten. Er trat 1946 der SED bei. Vom 1. Oktober 1945 bis zum 1. August 1946 Bezirksrat in Berlin-Tempelhof. Am 17. Juni 1945 nahm er am Gründungskongress des Freien Deutschen Gewerkschaftsbundes (FDGB) teil.

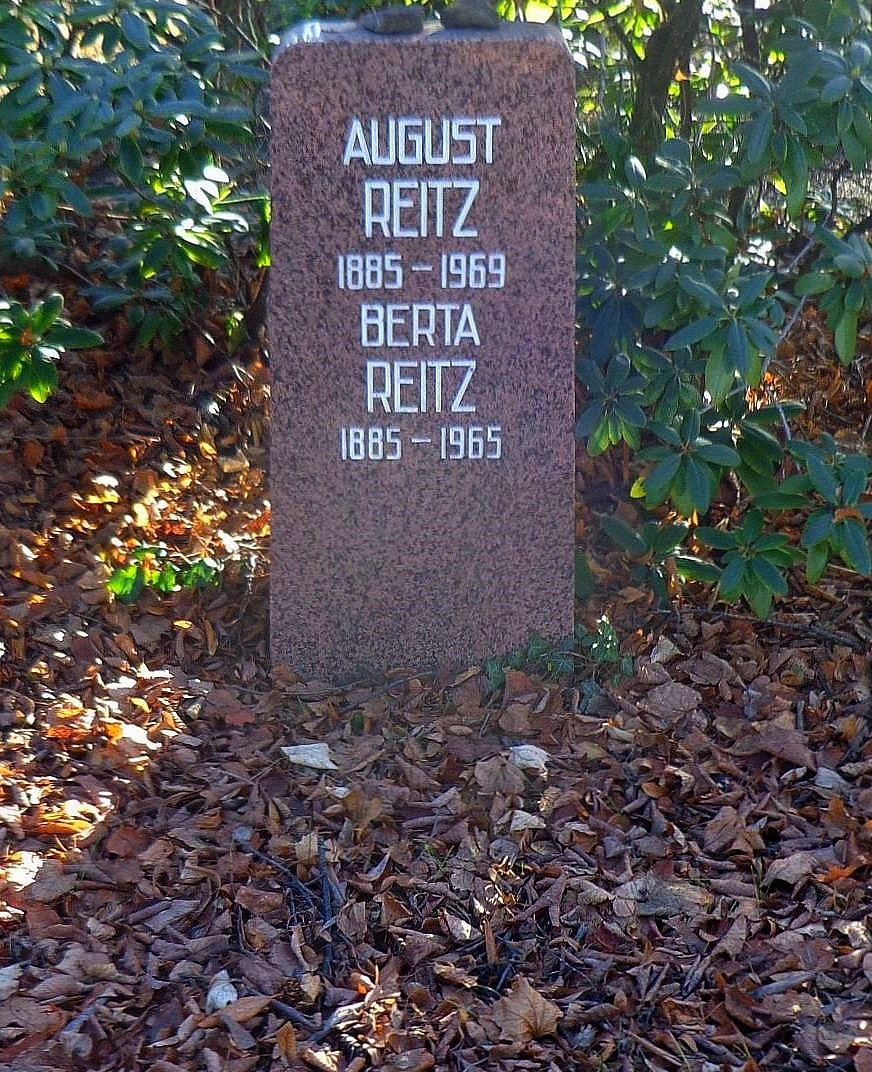
Grabstätte

1946 wählte der FDGB-Bundesvorstand ihn zum ersten Leiter der Abteilung Bundesfinanzen. Er führte dort sofort eine einheitliche Kassenführung. Im Oktober 1946 wurde er Gesellschafter der Vermögensverwaltung des FDGB. Er war Mitbegründer der Fakulta in der Sowjetischen Besatzungszone Deutschlands. Er war Delegierter auf dem 2. FDGB-Kongress 1947 in Berlin und erhielt dort die zweithöchste Stimmenzahl. Bis 1963 wurde er in den FDGB-Vorstand gewählt. 1948 war er Mitinitiator und Gesellschafter der kurzlebigen ostdeutschen Büchergilde Gutenberg (bis 1950). 1952 gab Reitz die Leitung der Finanzabteilung des Bundesvorstandes des FDGB ab. Von 1952 bis 1958 war er Vorsitzender bzw. stellvertretender Vorsitzender der Zentralen Revisionskommission des FDGB. Von 1958 bis 1963 Vorsitzender des Zentralen Arbeitskreises verdienter Gewerkschaftsveteranen und bis 1964 Mitglied des Zentralausschusses der Fakulta. Von 1958 bis 1964 war er Vorsitzender des Zentralen Arbeitskreises verdienter Gewerkschaftsveteranen beim Bundesvorstand des FDGB.
Seine Urne wurde in der Grabanlage Pergolenweg des Berliner Zentralfriedhofs Friedrichsfelde beigesetzt. Seine Frau Berta Reitz, geb. Braun (1885 – 5. Mai 1965) ist dort auch bestattet.

## Ehrungen
- „Eisernes Kreuz“ 2
- 1955 Fritz-Heckert-Medaille
- 1960 Banner der Arbeit
- 1965 Karl-Marx-Orden

## Veröffentlichungen
- Deutsche Gewerkschaftseinheit. Hrsg. von August Reitz, Franz Scheffel. Mitbegründet von Josef Orlopp und Theodor Brylla. Verlag Tribüne, Berlin 1. Mai 1959–1962.

## Archivalien
- Stiftung Archiv und Massenorganisationen der DDR im Bundesarchiv. Personalakte August Reitz.
- Bundesarchiv. FDGB Signatur DY 34 / 24590. Funktionärunterstützung für die Kollegen Emil Hartung, August Reitz und Friedrich Mosch (S 880/63)
- Bundesarchiv Signatur DY 34/26913. „6. Tagung des Bundesvorstandes vom 21. bis 22. Mai 1969.- Tagesordnung: 1. Rechenschaftsbericht über die Arbeit der Gewerkschaften auf dem Wege zum 20. Jahrestag der DDR (Alfred Wilke), 2. Referat: Der Beitrag der Gewerkschaften zum geistigen Leben im Sozialismus (Wolfgang Beyreuther)“ (Enthält auch: „Nachruf für den Gewerkschaftsveteran August Reitz und das Mitglied des FDGB-Bundesvorstands Paul Cotterba“)

### Biografisches
- Emil Dittmer: Rietz, August. In: Internationales Handwörterbuch des Gewerkschaftswesens. Hrsg. von Ludwig Heyde. Band 2. Verlag Werk und Wirtschaft, Berlin 1931, S. 1323.
- August Reitz 65 Jahre. In: Neues Deutschland vom 7. April 1950, S. 2. [Mit Fotografie][8]
- Genosse August Reitz. [Nachruf des ZK der SED]. In: Neues Deutschland vom 25. Februar 1969, S. 2.[9]
- Roland Tittel: August Reitz. Der Bundeskassierer. In: Heinz Deutschland, Ernst Egon Lange (Hrsg.): Wegbereiter. 32 Porträtskizzen. Verlag Tribüne, Berlin 1988, ISBN 3-7303-0169-1, S. 335–346. Inhaltsverzeichnis
- FDGB-Lexikon. Funktion, Struktur, Kader und Entwicklung einer Massenorganisation der SED (1945–1990). Hrsg. von Dieter Dowe, Karlheinz Kuba, Manfred Wilke, bearb. von Michael Kubina. Berlin 2009, ISBN 978-3-86872-240-6. August Reitz online abgerufen am 13. März 2016
- Gabriele Baumgartner, Dieter Hebig (Hrsg.): Biographisches Handbuch der SBZ/DDR. 1945–1990. Band 2: Maassen – Zylla. K. G. Saur, München 1997, ISBN 3-598-11177-0, S. 954. Digitalisat

### Allgemeines
- Deutscher Transportarbeiter-Verband: 25 Jahre Gewerkschafts-Arbeit. Verlagsanstalt „Courier“, Berlin 1922. Inhaltsverzeichnis
- Gerhard Haas: Der FDGB 1954. Bundesministerium für gesamtdeutsche Fragen, Bonn 1954.
- Geschichte des Freien Deutschen Gewerkschaftsbundes. Herausgegeben vom Bundesvorstand des FDGB. Verlag Tribüne, Berlin 1982.

## Quelle
- Rüdiger Zimmermann: Biographisches Lexikon der ÖTV und ihrer Vorläuferorganisationen. Teil 148. Friedrich-Ebert-Stiftung online (bisher ausführlichster biografischer Abriss).